# 默林·马利诺夫斯基
默林·马利诺夫斯基（英語：Merlin Malinowski，1958年9月27日—），加拿大男子冰球运动员，场上位置是前锋。他曾代表加拿大国家队参加1988年冬季奥林匹克运动会冰球比赛，获得第4名。